# Prapłetwiec czarny
Prapłetwiec czarny, prapłetwiec afrykański (Protopterus dolloi) – gatunek słodkowodnej ryby mięśniopłetwej z rodziny prapłetwcowatych (Protopteridae), szeroko rozprzestrzeniony w zachodniej i środkowej Afryce. Epitet gatunkowy dolloi honoruje Louisa Dollo za jego pracę na temat filogenezy dwudysznych.
Ciało dorosłych osobników, o budowie typowej dla ryb z tego rodzaju, ma kształt węgorza i jest brązowe. Linie kanałów zmysłowych są jaśniejsze. Na grzbietowej i bocznych stronach tułowia młodych występują czarne plamy, zanikające z wiekiem. Prapłetwiec czarny dorasta do 130 cm długości całkowitej. Maksymalna masa jego ciała wynosi 11 kg.
W przeciwieństwie do pozostałych Protopterus spp. ten gatunek w porze suchej nie zapada w stan estywacji, chociaż tej zdolności nie utracił. W tej porze roku samiec pilnuje na bagnach gniazda z ikrą i larwami, a samica przebywa w otwartych wodach rzek. Prapłetwiec czarny żywi się rybami i owadami, a w okresie rozrodu uzupełnia dietę pokarmem roślinnym.
Gatunek ten ma niewielkie znaczenie gospodarcze.